# Éclairage trois points

Exemple d'éclairage à trois sources lumineuses

L'éclairage trois points est une méthode standard d'éclairage à trois sources lumineuses utilisée en photographie de portrait en studio et dans les médias visuels tels que video, film et art numérique.
C'est une méthode simple et très employée pour avoir un éclairage équilibré et dynamique.

## Les trois sources lumineuses

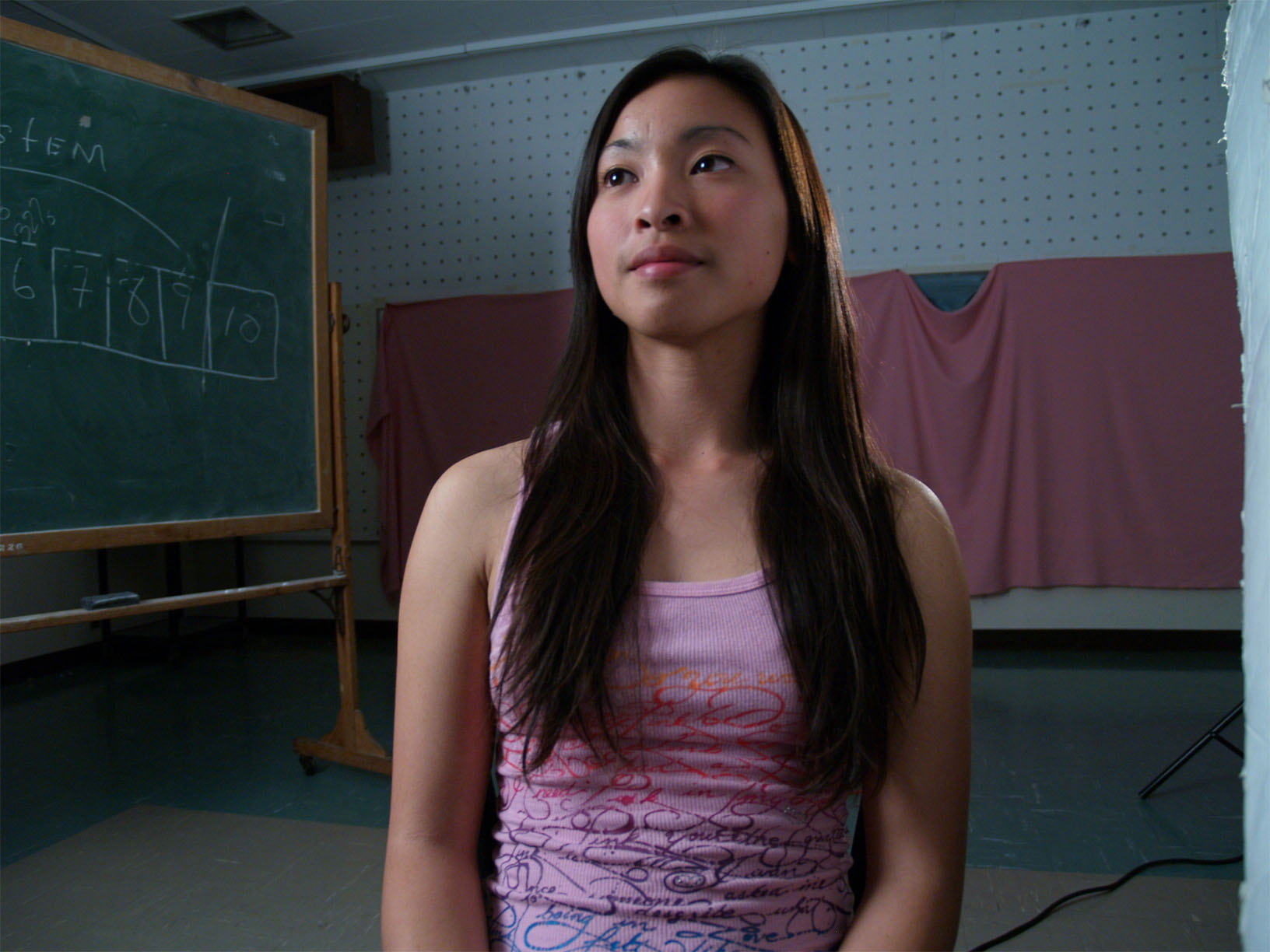
Exemple de portrait éclairé par trois sources: une key light de 300 watts, une back light de 150 watts, et une fill light rendu par un réflecteur

Les trois sources lumineuses utilisées sont :
– la key light ou lumière clé,
– la fill light ou lumière de remplissage
– et le contre-jour (back light).

### Lakey light
La lumière clé (key light), comme son nom le suggère, illumine directement la face du sujet; plus que tout, l'intensité, la couleur et l'angle de cette lumière détermine l'illumination globale du rendu.
C'est la lumière principale de la scène.
Si c'est un projecteur qui est utilisé en key light, il doit rendre l'effet donné par la source lumineuse censée éclairer la scène (effet soleil, lune, bougie, etc.)
Pour les prises de vue en intérieur, la 'key light' est souvent une lampe spéciale ou un flash alors qu'en extérieur c'est le soleil.

### Lafill light
La fill light illumine aussi le sujet mais par un angle relatif à la key light et est souvent placée à une position plus basse que celle-ci (au niveau du visage du sujet environ pour un portrait). Elle permet de déboucher les ombres créées par la key light et de réduire ainsi l'effet de clair-obscur, comme l'ombre du nez sur un visage. C'est souvent une lumière douce et moins brillante que le lumière-clé (voire de moitié). Ne pas utiliser de fill light peut résulter en des contrastes marqués créés par les ombres en fonction de la dureté de la lumière-clé.
Parfois, pour des rendus sous exposés, c'est un effet voulu ; mais pour des rendus qui se veulent plus naturels et moins théâtraux, la lumière de remplissage prend son importance.
Dans certaines situations, un photographe peut utiliser un réflecteur (comme un panneau blanc, un disque en aluminium ou à défaut un mur blanc) en tant que fill light. Refléter et rediriger les rayons de la lumière-clé vers le sujet selon un angle différent peut créer un effet plus doux et subtil que d'utiliser une autre source lumineuse.

### Lecontrejour
Le contrejour (ou back light) illumine le sujet de dos ; souvent (mais pas nécessairement) légèrement de côté. Cette lumière éclaire les contours du sujet qui permet de mieux le séparer du fond. Sans lui, le sujet n'est pas valorisé et semble se fondre dans le décor.

## Éclairage à quatre sources

Une situation typique d'illumination à quatre sources

L'addition d'une quatrième source lumineuse, l' éclairage du fond, distingue l'éclairage à trois sources de celle à quatre.
La lumière de fond est placée derrière le sujet soit en hauteur soit au sol. Cependant, à l'inverse des trois autres lumières qui éclairent les sujets de premiers plans, celle-ci se charge d'illuminer les éléments de fonds tels que les murs ou la scène en arrière-plan. Cette technique peut être utilisée pour éliminer les ombres projetées par les éléments de premiers plan ou pour attirer plus d'attention sur le fond. Elle aide aussi à donner plus de profondeur à la scène.
Elle est très utilisée par le Studio Harcourt.